# 安提瓜公共圖書館
安提瓜公共圖書館（英語：Antigua Public Library）是安提瓜和巴布達的國家圖書館，位於首都聖約翰。其前身成立於1830年，當時為圖書館私有。1843年的一場地震損壞了圖書館部分設施，並導致其所有者的私人財產被摧毀，政府於1854年取得所有權。第二次地震破壞發生在1974 年，迫使圖書搬遷到一些臨時場所。最新的圖書館於2014年開放。